# Хэбэйско-Чахарский политический совет
Хэбэй-Чахарский политический совет (кит. 冀察政务委员会) — административный «автономный» орган провинций Хэбэй и Чахар в 1935-1937 гг. Создан генералом Сун Чжэюанем 8 декабря 1935 года.
В 1935 году Китайская республика была вынуждена подписать под японским давлением Соглашение Хэ — Умэдзу, которое запретило деятельность партии Гоминьдан в провинции Хэбэй и вывело эту провинцию из-под контроля китайского центрального правительства. В том же году было подписано Соглашение Циня — Доихары, убравшее из-под гоминьдановского влияния провинцию Чахар. К концу 1935 года нанкинское правительство потеряло контроль над северным Китаем. В образовавшемся политическом вакууме при поддержке Японии в восточной части провинции Хэбэй 24 ноября 1935 года было провозглашено «Антикоммунистическое автономное правительство Восточного Цзи», а во Внутренней Монголии всё активнее действовал Дэ Ван Дэмчигдонров, стремившийся создать там независимое монгольское государство.
Кэндзи Доихара попытался побудить Сун Чжэюаня образовать автономное правительство в регионе Хэбэй-Чахар. Протесты китайцев против этого дали японцам повод увеличить свой гарнизон в Тяньцзине. Чтобы не допустить силового создания японцами марионеточного государства, Сун Чжэюань, считавшийся прояпонским генералом, организовал 8 декабря 1935 года «Хэбэйско-Чахарский политический совет», взявший под контроль оставшиеся части провинций Хэбэй и Чахар. Хотя этот Совет и должен был, по замыслу японцев, способствовать отделению от Китая пяти северных провинций (Шаньдун, Хэбэй, Шаньси, Чахар и Суйюань), но в действительности он был подконтролен правительству Китая.
В начале августа 1937 года японские войска вошли в Бэйпин. 20 августа 1937 года Хэбэйско-Чахарский политический совет был официально распущен.